# John Albert Trillo
John Albert Trillo (* 4. Juli 1915; † 2. August 1992) war ein britischer Geistlicher und Bischof der Church of England.

## Leben
John Trillo ging auf die Quintin Kynaston Community Academy und das King’s College in London. Im Jahr 1938 wurde Trillo zu einem Kurat geweiht, bevor er Freiredner in der St. Michaels Gemeinde in Cricklewood wurde. Ab 1945 wurde er Geschäftsführer des Christlichen Studentenweltverbundes sowie Pfarrer der Region Friern Barnet und Lehrbeauftragter am King’s College.
Später wurde er Dekan des Bishop's College in Cheshunt. Erst 1963 wurde Trillo zum Bischof von Bedford geweiht, 1968 anschließend zum Bischof von Hertford und schließlich 1971 zum Bischof von Chelmsford. Nach der Verabschiedung in den Ruhestand assistierte er für weitere sieben Jahre als Bischof.